# آغازی دوباره
آغازی دوباره (اسپانیایی: Volver a Empezar‎) یک فیلم درام به کارگردانی خوزه لوئیس گارسی است که در سال ۱۹۸۲ منتشر شد.
این فیلم در سال ۱۹۸۳ برندهٔ جایزه اسکار بهترین فیلم بین‌المللی در پنجاه و پنجمین دوره جوایز اسکار شد و نخستین فیلم اسپانیایی بود که این جایزه را از آنِ خود کرد.